# チャマン
チャマン（ウルドゥー語又はパシュトー語：چمن 英語：Chaman）は、パキスタン、バローチスターン州中北東部にある小さな町である。
人口は2万人程度だが、アフガニスタンとの国境付近にあり、カンダハールにも近く、重要な鉄道ルートでもある。1,000人のヒンドゥー教徒もいる。また、ここはアフガン内戦の軍の重要なルートでもある。
北緯30度54分33秒 東経66度27分2.5秒 / 北緯30.90917度 東経66.450694度にあり、標高は1,338メートルある。そういう理由もあり、この町はアフガニスタンとパキスタンの間ではなくてはならない都市となっている。